# Волентик, Бела
Бела Волентик (венг. Volentik Béla; 5 декабря 1907, Сольнок — 27 октября 1990, Будапешт) — венгерский футболист, игравший на позиции полузащитника, двукратный чемпион Венгрии. По завершении карьеры игрока  — футбольный тренер, возглавлял сборные Люксембурга, Болгарии и Венгрии.

## Карьера игрока
Выступал за столичную команду «Немзети», будучи игроком которой в 1927 году вызывался в состав национальной сборной Венгрии на матч против Югославии (3:0), матч стал единственным его выходом на поле в футболке национальной сборной.
В середине сезона 1929/30 годов перешел в состав «Уйпешта». В 1930 и 1931 годах помог клубу завоевать первые в истории титулы чемпиона страны. Игроком основного состава не был, подменяя кого-то из тройки полузащитников клуба (Ференц Боршаньи, Янош Кевеш, Янош Виг) . В чемпионских сезонах сыграл 9 и 8 матчей соответственно.
В 1930 году стал победителем международного клубного турнира — Кубка Наций. Этот турнир проходил в Женеве во время проведения Чемпионата мира в Уругвае. В нем принимали участие чемпионы или обладатели кубков большинства ведущих в футбольном плане континентальных стран Европы. «Уйпешт» поочередно переиграл испанский «Реал Унион» (3:1), нидерландский «Гоу Эгед» (7:0), швейцарский «Серветт» (3:0) и чехословацкую «Славию» в финале (3:0). Все три мяча в финале забил Янош Кевеш, сыгравший на непривычной для себя позиции центрального нападающего. Волентик же занял место Кевеша в полузащите.
В том же году Бела сыграл в четырех матчах розыгрыша Кубка Митропы. В четвертьфинале «Уйпешт» сошёлся с итальянским клубом «Амброзиана». Для выявления победителя пришлось проводить две переигровки, которые, в конце концов, принесли успех итальянской команде (2:4, 4:2, 1:1, 3:5).
Далее выступал в швейцарских клубах, где параллельно начал тренерскую карьеру. Исключением стал сезон 1935/36, когда Волентик снова играл на родине в команде «Бочкаи».

## Тренерская карьера
В швейцарских клубах работал почти 20 лет. Выиграл два титула чемпиона Швейцарии с клубами «Лугано» и «Лозанна», а также Кубок Швейцарии с командой «Янг Бойз».
В девяти матчах возглавлял сборную Люксембурга, в частности в отборочном турнире к чемпионату мира 1954 года . После этого вернулся на родину. Тренировал «Халадаш», «Вереш» и «Печ».
В конце 1959 года принял олимпийскую сборную Венгрии, которую повез на Олимпийские игры 1960 в Рим. Уверенно пройдя группу, команда уступила в полуфинале сборной Дании (0:2). Бронзовые медали Венгрия получила благодаря победе над Италией (2:1). Главной звездой той сборной был будущий обладатель «Золотого мяча» Флориан Альберт. В общем руководил командой в одиннадцати матчах с ноября 1959 года по сентябрь 1960 года .
В 1963 году в девяти матчах возглавлял сборную Болгарии, в частности в отборах на Чемпионат Европы 1964 и Олимпийские игры 1964 года.
В 1964 году во второй раз принял клуб МТК (в 50-х носил название «Вереш»). Вывел команду с достаточно скромным по венгерскими меркам составом в финал Кубка кубков, где МТК уступил лиссабонскому «Спортингу» (3:3, 0:1).
Последним клубом в тренерской карьере Волентика стало «Динамо» (Берлин) из Восточной Германии.
Умер 27 октября 1990 года на 83-м году жизни в городе Будапешт.

## Достижения

### Как игрок
- Чемпион Венгрии: 1929/30, 1930/31
- Серебряный призер Чемпионата Венгрии: 1931/32
- Обладатель Кубка Наций 1930

### Как тренер
- Чемпион Швейцарии: 1948/49, 1950/51
- Обладатель Кубка Швейцарии: 1944/45
- Бронзовый призер Олимпийских игр 1960
- Финалист Кубка обладателей кубков: 1963/64